# تقاطع (جامعة)
التقاطع في سياق إدارة الجامعة هي الفترة التي يُسمح فيها للطالب بأخذ وقت رسمي بعيداً عن الدراسة للحصول على درجة أكاديمية.
عندما تسمح جامعة أو مؤسسة مماثلة أخرى لطالب بالتقاطع، عادة ما يكون ذلك لأحد الأسباب التالية:
- على أساس طبي أو إنساني، حتى يتمكن الطالب من أخذ استراحة من دراسته ويعود في وقت لاحق.[1]
- السماح للطالب باكتساب الخبرة العملية في مجال يتعلق بمجال دراسته.[2]
- لطلبة الطب وطب الأسنان والطب البيطري في المملكة المتحدة، للسماح للطالب بمتابعة درجة بحث منفصلة ولكنها ذات صلة (عادة لمدة عام واحد) ثم العودة إلى الدرجة الطبية الرئيسية أو طب الأسنان أو الطب البيطري.[3]